# Stanisław Samostrzelnik
Stanisław Samostrzelnik (1490 k. – Mogiła , Krakkó mellett, 1541) az első név szerint ismert lengyel reneszánsz festő. Cisztercita szerzetes volt a Krakkó melletti Mogiła kolostorában.

## Művei
Számos freskója maradt fenn dél-lengyelországi templomokban, melyek közül legismertebb Piotr Tomicki portréja a krakkói Szent Ferenc egyházban. Híresek miniatúrái a Szydłowiecki család genealógiai könyvében és freskói a mogiłai kolostorban, ahol a könyvtár mennyezetét is ő díszítette. Több vallásos miniatúráját őrzi a British Museum, a Bodleian Library (Bona Sforza Hóráskönyve, 1528) és a milánói Biblioteca Ambrosiana.

## Galéria

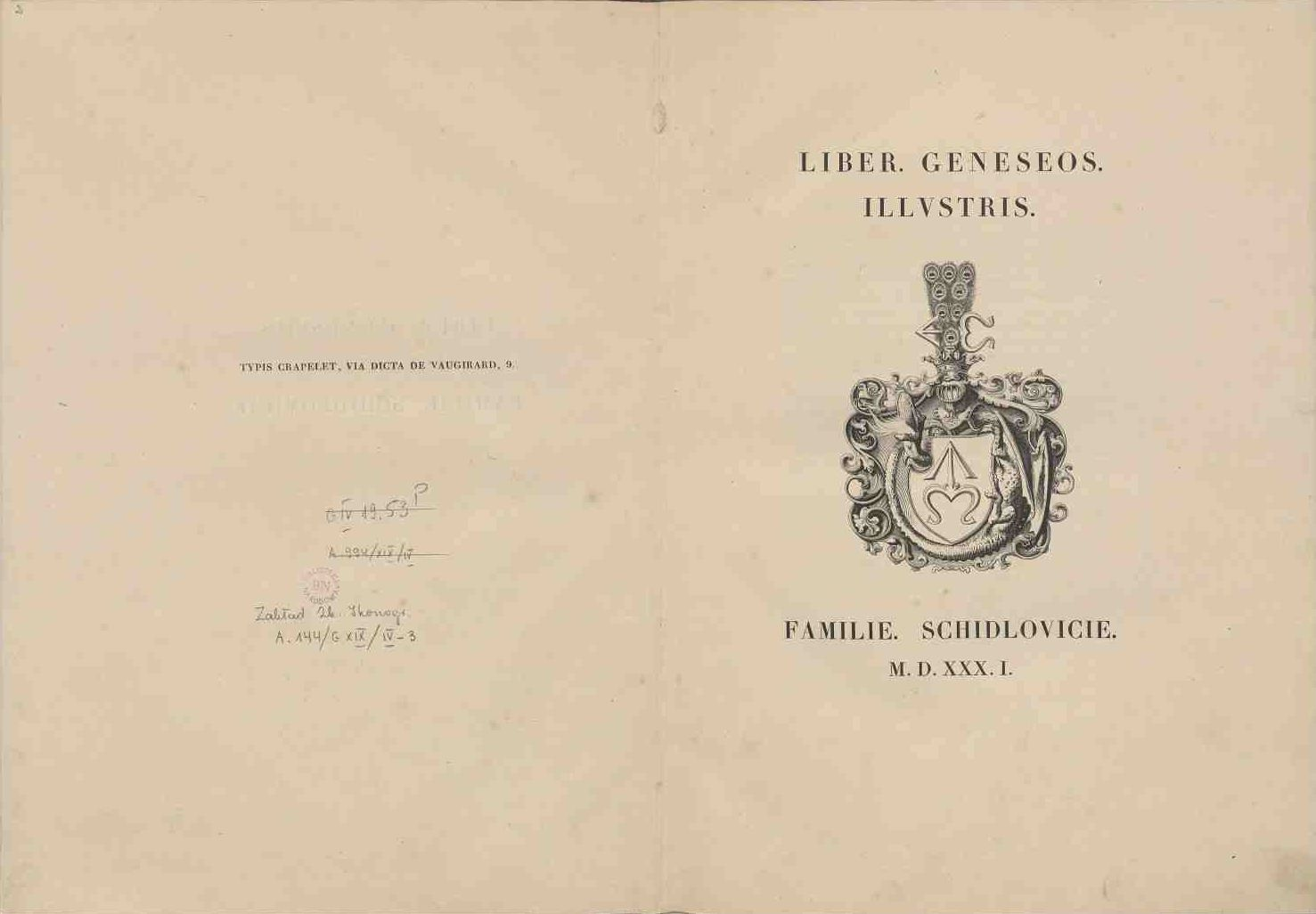
Szydłowiecki-genealógia (1531)
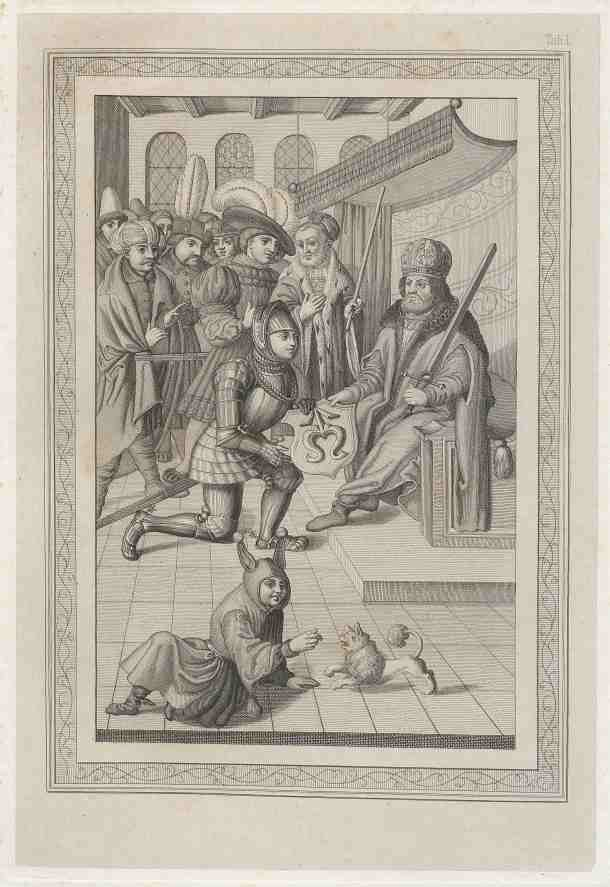
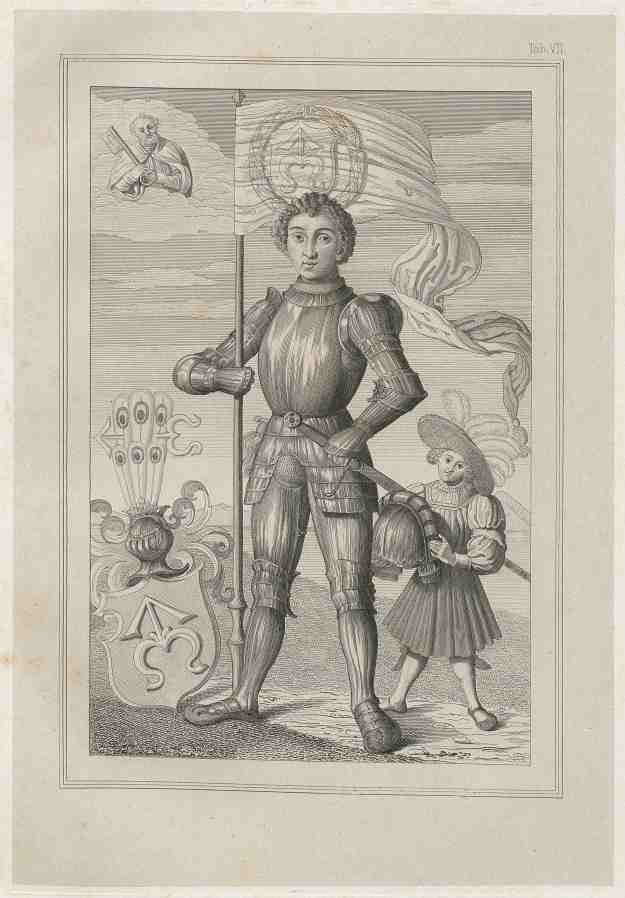
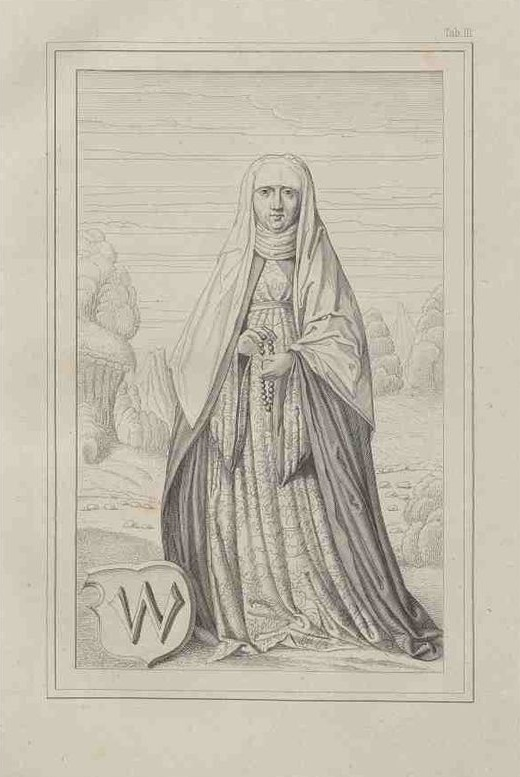
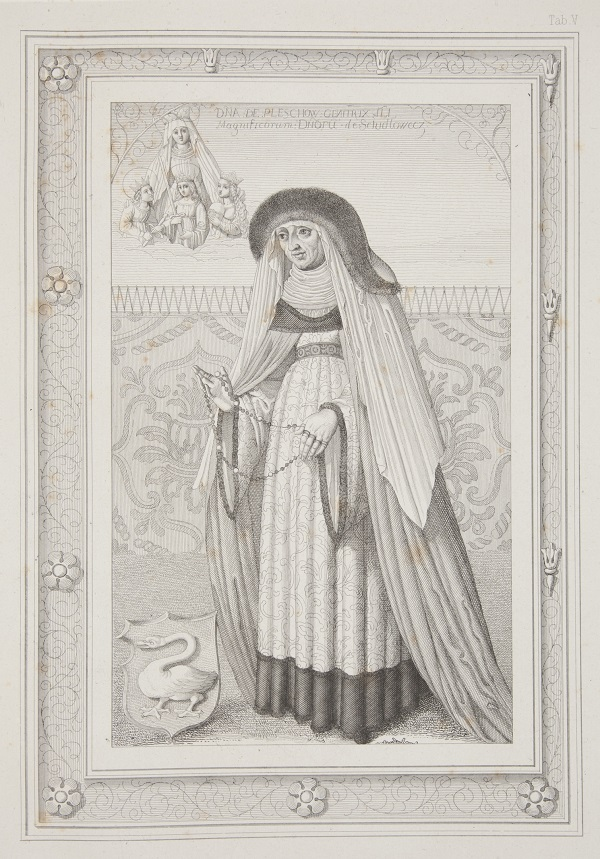
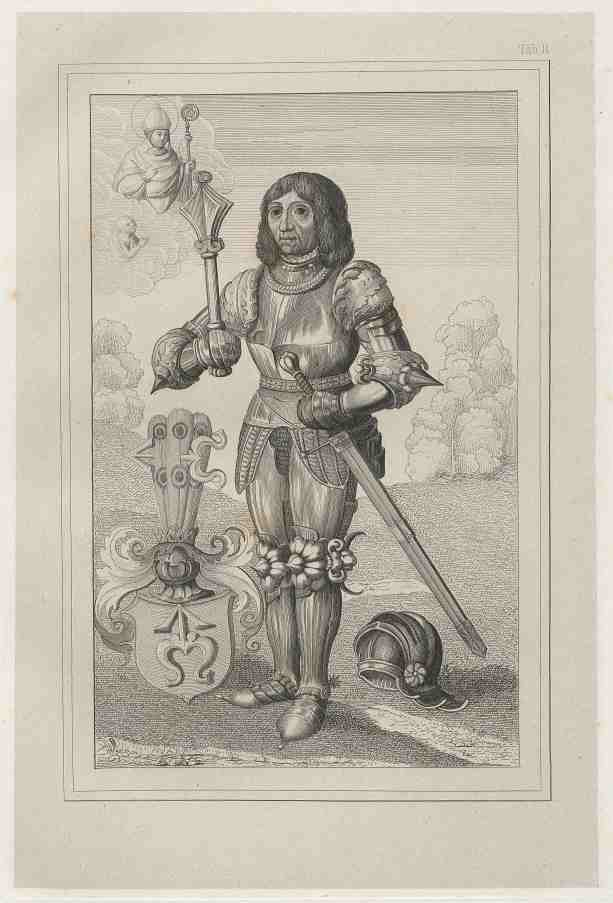
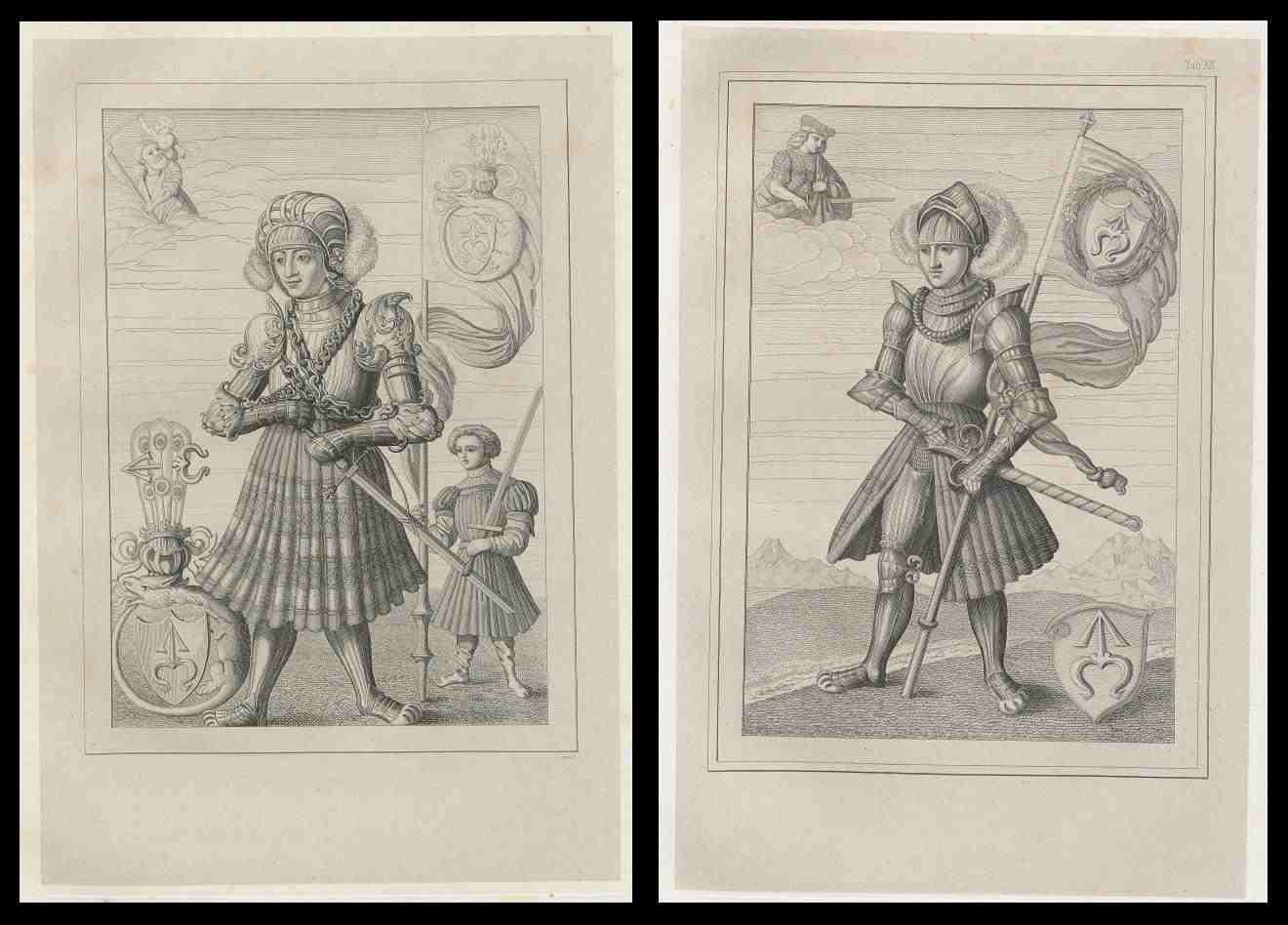
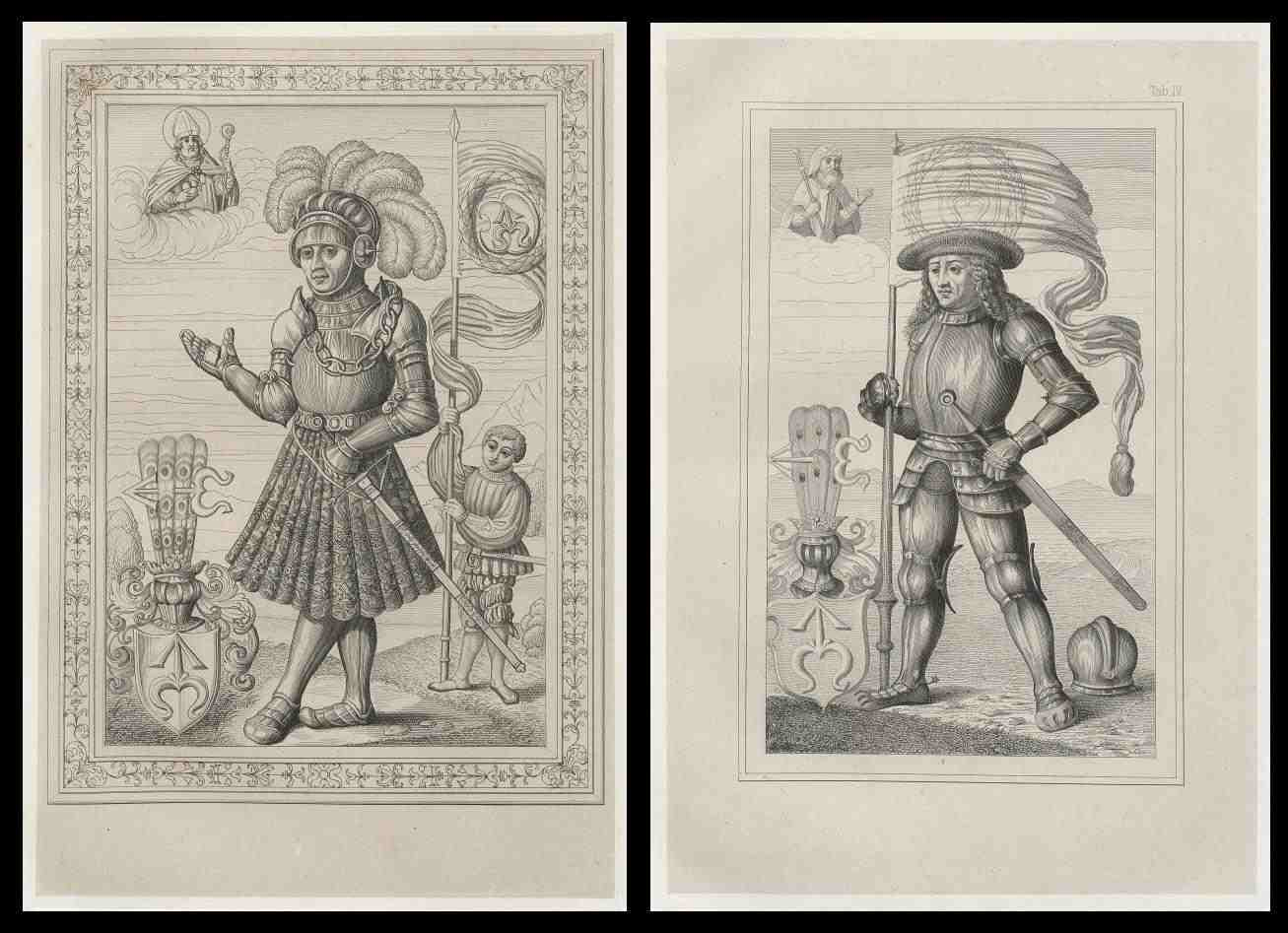
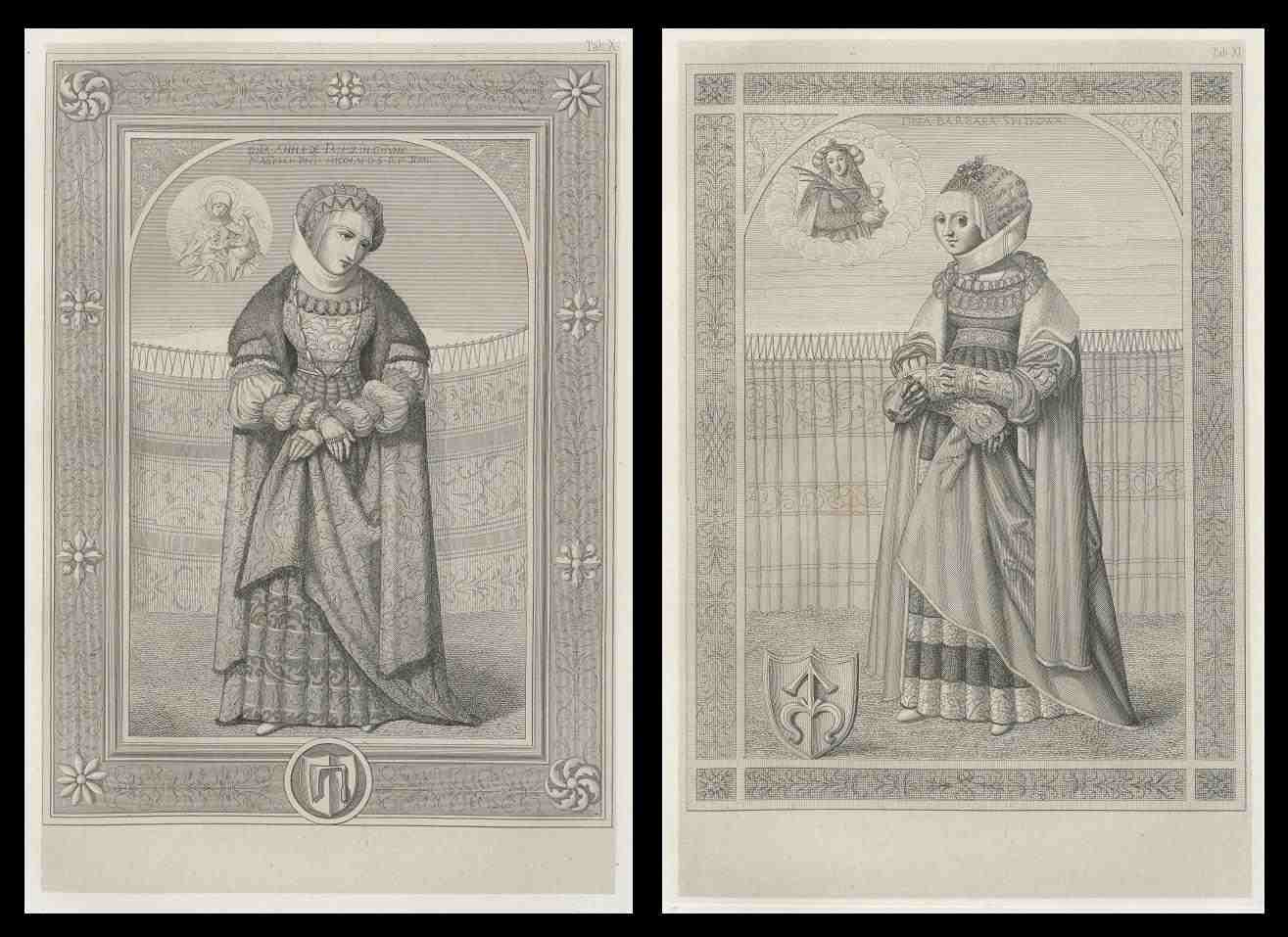
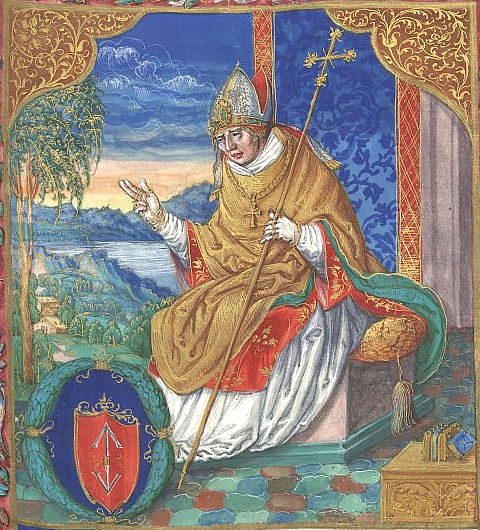
Stanisław Samostrzelnik miniatúrái
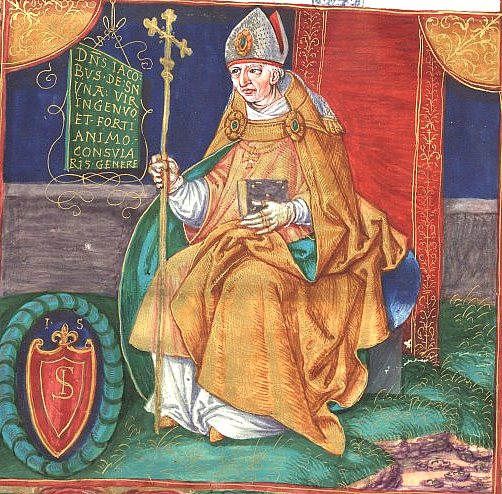